# Paul Deichmann
Pour les articles homonymes, voir Deichmann.
Paul Deichmann (27 août 1898 - 10 janvier 1981) est un General der Flieger allemand de la Luftwaffe pendant la Seconde Guerre mondiale.

## Jeunesse
Paul Deichmann est né à Fulda, le 27 août 1898.

## Première Guerre mondiale
Il entre dans l'armée impériale allemande (Deutsches Heer) en tant que Fähnrich dans le 86e régiment des Fusiliers, le 29 mars 1916, et est nommé Leutnant une semaine avant son dix-huitième anniversaire. En août suivant, il commence son service avec le vol d'unités en qualité d'observateur, et poursuit cette tâche jusqu'à la fin de la Première Guerre mondiale.

## Entre-deux-guerres
Vers la fin de 1920 il est muté au 3e régiment d'infanterie prussienne, et en avril 1925 il est promu Oberleutnant. Il est temporairement libéré de l'armée en 1928 et retourne au service actif en 1931 dans le 1er régiment d'infanterie. Il est promu au grade d'Hauptmann en 1933. Avec la création officielle de la Luftwaffe allemande en 1934, il entra au ministère de l'Air du Reich Reichsluftfahrtministerium ou RLM).

## Seconde Guerre mondiale
Au début de la Seconde Guerre mondiale, il est le chef d'état-major de la Ausbildungswesens der Luftwaffe (système de formation de la Luftwaffe) au Ministère de l'Air. À partir du 20 juin 1940, il est le chef d'état-major du II. Fliegerkorps.
Le 26 mars 1944, la Croix de chevalier de la Croix de fer lui est décerné et le 20 mai 1944, il est promu au grade de Generalleutnant (lieutenant-général). Vers la fin de la guerre, il prend le commandement du Luftwaffenkommando 4. Le 20 avril 1945, il est promu General der Flieger.
À partir de 15 juin 1945, Deichmann est prisonnier de guerre des Américains. Il est libéré le 22 décembre 1947.

## L'Après-Guerre
Dans les années 1950, il travaille sur plusieurs études pour l'US Air Force sur la Luftwaffe allemande.
Paul Deichmann décède le 10 janvier 1981 à Hambourg.

## Décorations
- Croix de fer (1914) 2e et 1re Classe
- Preußisches Flugzeugbeobachter-Abzeichen
- Croix hanséatique de Hambourg
- Insigne des blessés (1918) en Noir
- Croix d'honneur
- Prix du service long de la Wehrmacht 4e à 1re Classe
- Fermoir à la Croix de Fer (1939) 2e et 1re Classe
- Croix allemande en Or le 20 avril 1942
- Croix de chevalier de la Croix de fer le 26 mars 1944